# El quitasol
L'Ombrelle ou Le Parasol
El quitasol (« Le Parasol » ou « L'Ombrelle ») est une peinture réalisée par Francisco de Goya en 1777 et appartenant à la deuxième série des cartons pour tapisserie destinée à la salle à manger du Prince des Asturies du Palais du Pardo.

## Contexte de l'œuvre
Tous les tableaux de la deuxième série sont destinés à la salle à manger du Prince des Asturies, c'est-à-dire de celui qui allait devenir Charles IV et de son épouse Marie Louise de Parme, au palais du Pardo. Le tableau fut livré à la Fabrique royale de tapisserie le 12 août 1777.
Il fut considéré perdu jusqu'en 1869, lorsque la toile fut découverte dans le sous-sol du Palais royal de Madrid par Gregorio Cruzada Villaamil, et fut remise au musée du Prado en 1870 par les ordonnances du 19 janvier et du 9 février 1870, où elle est exposée dans la salle 85. La toile est citée pour la première fois dans le catalogue du musée du Prado en 1876.
La série était composée de La Merienda a orillas del Manzanares, Baile a orillas del Manzanares, La Riña en la Venta Nueva, La Riña en el Mesón del Gallo, El paseo de Andalucía, El Bebedor, El Quitasol, La cometa, Jugadores de naipes, Niños inflando una vejiga, Muchachos cogiendo frutas et El Atraco.

## Analyse
El quitasol est une huile sur toile de Francisco Goya datant de 1777. Elle fait partie de la deuxième série des cartons pour tapisserie qui sont destinés au Prince des Asturies pour sa salle à manger du Palais du Pardo. El quitasol signifie en espagnol une ombrelle.
Ce tableau mesure 104x152 cm. Il représente un homme et une femme qui sont au premier plan. La femme est assise tenant un éventail fermé dans la main et ayant une robe bleue et jaune, dans un style français de l'époque. L'homme est quant à lui debout tenant une ombrelle. On peut supposer qu'il s'agit d'une femme plutôt noble avec son serviteur mais aussi qu'il s'agit d'une scène de séduction.
L'originalité de Goya est présente par l'aspect anecdotique du tableau, par son réalisme et sa naturalité.
En ce qui concerne la composition, les lignes de force tirent presque un triangle équilatéral qui encadre la jeune femme. Cette figure géométrique exprime une grande sérénité. D'autre part, tous les yeux convergent sur son visage, tempéré par une lumière filtrée de tons verts créés par la couleur de l'ombrelle. L'ovale du visage de cette femme est une ellipse régulière et ses deux diagonales déterminent la direction du regard de l'homme et la ligne du mur sur la gauche.
Au niveau de la couleur de ce tableau, il contient, comme tous les cartons de tapisserie, des couleurs vives et éclatantes. Mais Goya a veillé à l'importance de l'étude de la lumière, comme dans El bebedor (1777), qui va de pair avec El quitasol, en plaçant le visage de la dame dans le centre de lignes convergentes qui structurent la composition. Le visage de la petite dame est au premier plan mais se trouve dans l'ombre. Il y a énormément de contraste au niveau de la lumière dans ce tableau ce qui en fait un tableau peint avec une maîtrise rare.